# 코치스

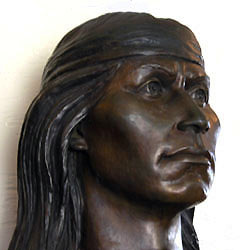
코치스 흉상(Bronze bust of Cochise by Betty Butts. Fort Bowie National Historic Site, Arizona, USA)

코치스(Cochise, c. 1805 – 1874년 6월 8일)는 1860년대 미국 남서부에 백인의 침입에 저항하여 투쟁한 치리카와 아파치 족 인디언의 추장이다.
아파치 전쟁 당시 주요 전쟁 지도자였던 그는 1861년에 시작된 봉기를 이끌었다. 아파치 무리의 전쟁은 너무 치열해서 군대, 정착민, 상인 모두가 철수할 수밖에 없었다. 미국 남북전쟁(1861~65)에 참전할 군대가 소집되자 애리조나는 사실상 아파치족의 손에 버려졌다. 1870년 미군의 조지 크룩 장군이 애리조나 지역의 통치를 맡았다. 그는 많은 아파치들에게 인디언 보호구역을 정해 살게 해주며 그들의 환심을 샀다. 1872년 평화 협상을 코치스와 맺게 되었다. 협상을 이끈 하워드 장군은 아파치 인디언들이 고향에서 영구히 거주할 수 있도록 하겠다고 코치스에게 약속했다. 그런 약속을 받아낸 다음, 코치스는 더 이상 투쟁을 중단 하겠다며 자수를 선언했다. 코치스는 보호구역에서 평화롭게 살다가 1874년 사망했다. 애리조나의 코치스 카운티는 그의 이름을 따서 명명되었다.

## 같이 보기
- 제로니모